# Baldassare Longhena
Baldassare Longhena (Venise, fin de 1596 ou début de 1597) - Venise, 18 février 1682) est un architecte baroque vénitien, qui fut l'élève de Vincenzo Scamozzi.

## Biographie
Longhena, après avoir été l'élève de Vincente Scamozzi, termina, après la mort de celui-ci, ses monumentales Procuratie Nuove, sur la place Saint-Marc, un imposant complexe de résidences et de bureaux occupés par l'administration de la république de Venise.
Outre son ouvrage le plus connu commencé en 1631 (et terminée en 1687), l'église de la Salute érigée pour remercier la Vierge d'avoir mis fin à la terrible peste de 1630, il construisit de nombreuses autres églises à Venise, telles que la Chiesa dell'Ospedaletto (en) et Santa Maria degli Scalzi construites entre 1656 et 1680, bien que la façade de cette dernière ait été conçue par Giuseppe Sardi.
Un de ses plus grands ouvrages a été la cathédrale de Chioggia, construite entre 1624 et 1647. À la fin de sa construction, Baldassare a conçu deux élégants palais situés sur le Grand Canal, la Ca' Rezzonico et la Ca' Pesaro, tous deux achevés après sa mort.
Par ailleurs, deux des façades de la Scuola Grande dei Carmini ont été édifiées d'après ses dessins.
Il emménagea dans le palais la Ca’ Rezzonico, toujours à Venise, en 1667.

## Œuvres
- Le Duomo de Chioggia (détruit par un incendie en 1623 et reconstruit par Longhena à partir de 1633) ;
- Les Procuratie Nuove, Venise (laissées incomplètes par Vincenzo Scamozzi et terminées par Longhena autour de 1640) ;
- La Scalinata de la bibliothèque San Giorgio Maggiore, Venise (1641-1646) ;
- Le Palazzo Belloni-Battaglia, Venise (1648-1660) ;
- Le Palais Zane Collalto, Venise;
- Le maître-autel et la chapelle Vendramin à San Pietro di Castello, Venise (1649) ;
- Santa Maria di Nazareth, plus connue comme Chiesa degli Scalzi, Venise (1656-1663) ;
- Le Ca' Pesaro, Venise (1659-1682, complété par Antonio Gaspari en 1710) ;
- La façade de l'église San Salvador, Venise (1663-1664) ;
- L'église Ospedaletto San Giovanni e Paolo, Venise (1667-1678) ;
- La scola spagnola (Synagogue du Ghetto)
- Le Ca' Rezzonico, Venise (ex-Palazzo Bon, 1667-1682, complété par Giorgio Massari en 1756).
- La Basilique Santa Maria della Salute de Venise 1631-1687)
- Le corps central de la Villa Angarano à Bassano del Grappa (seconde moitié du XVIIe siècle)

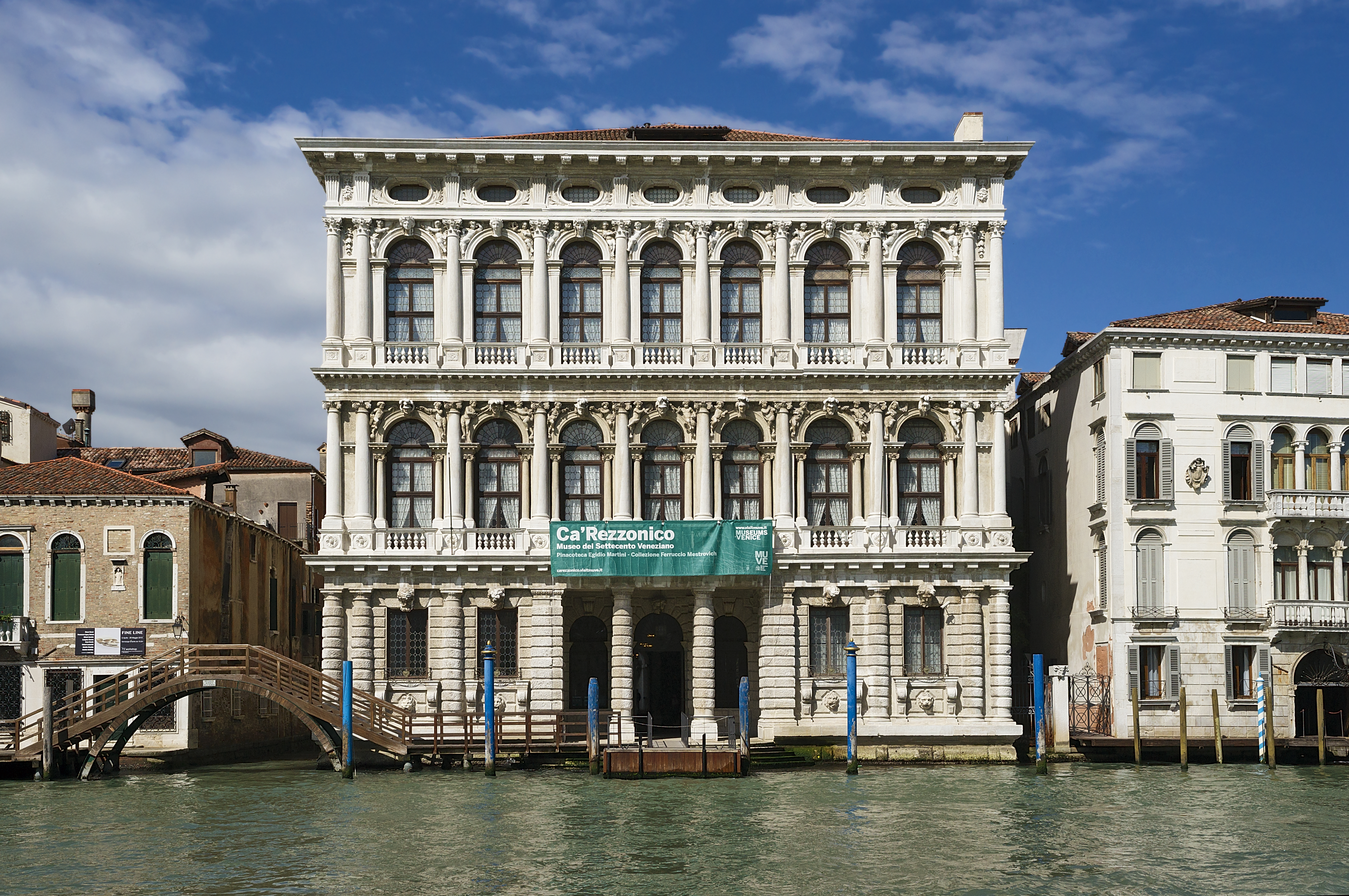
Ca' Rezzonico
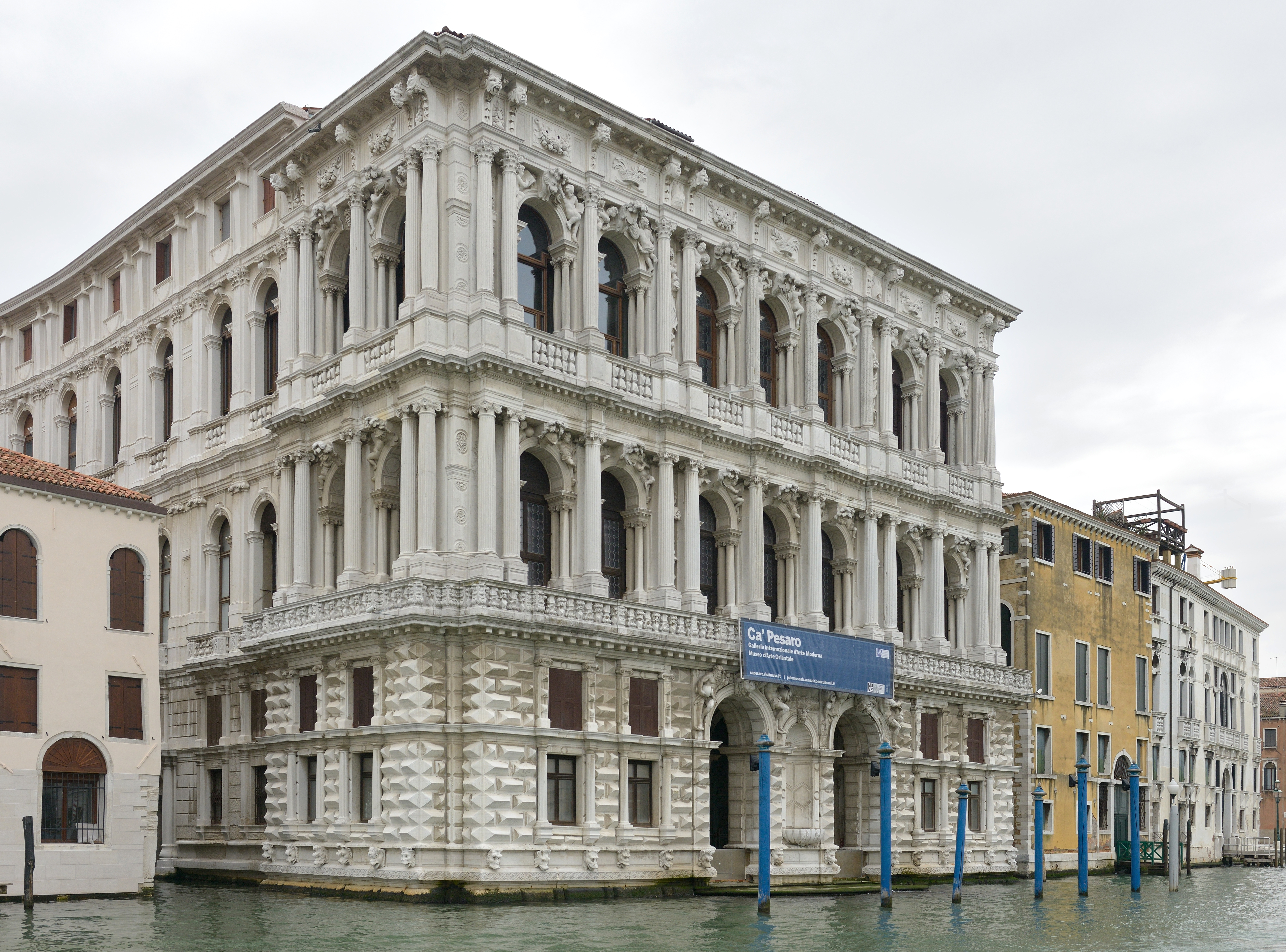
Ca' Pesaro
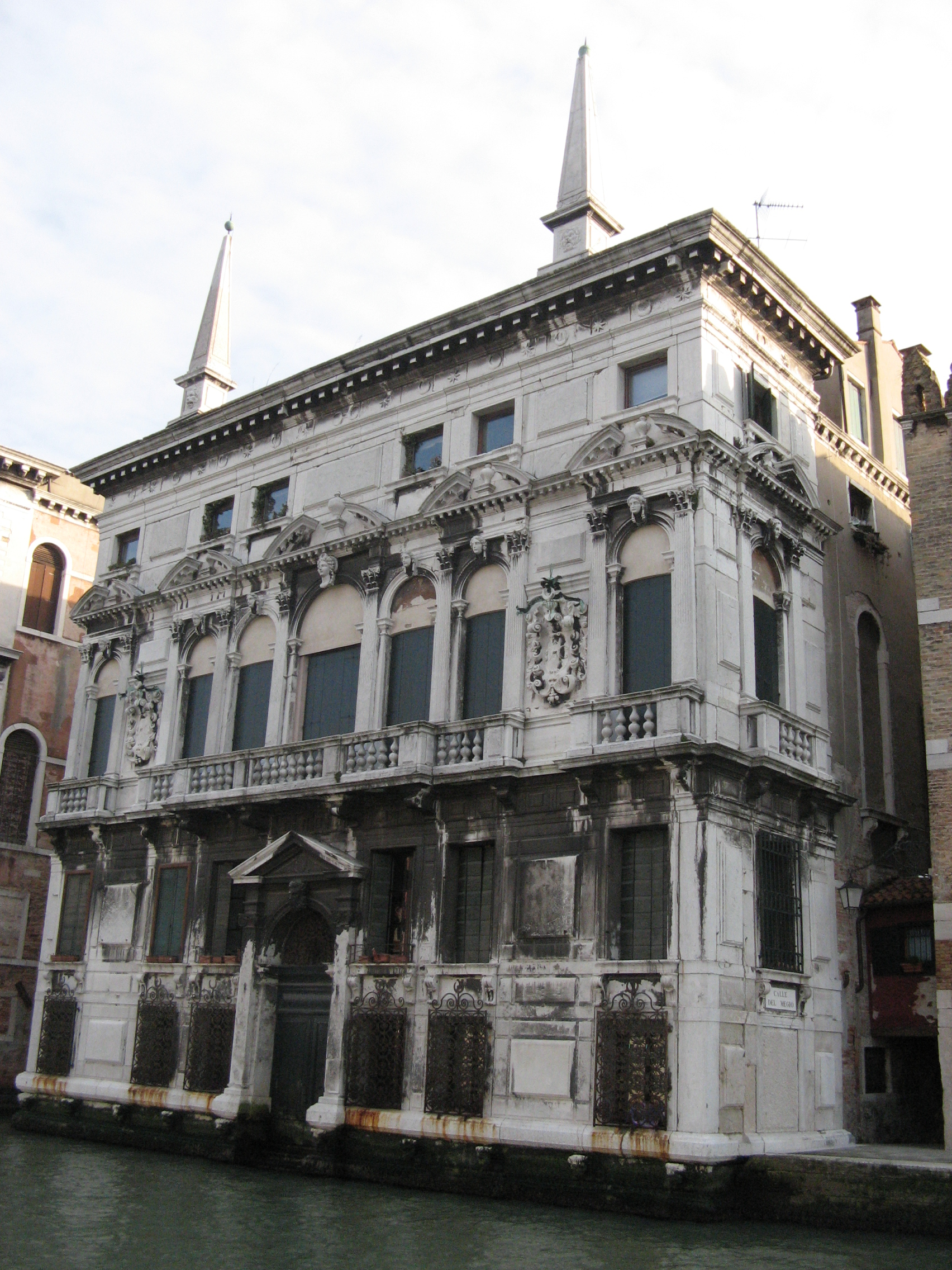
Palazzo Belloni-Battagia
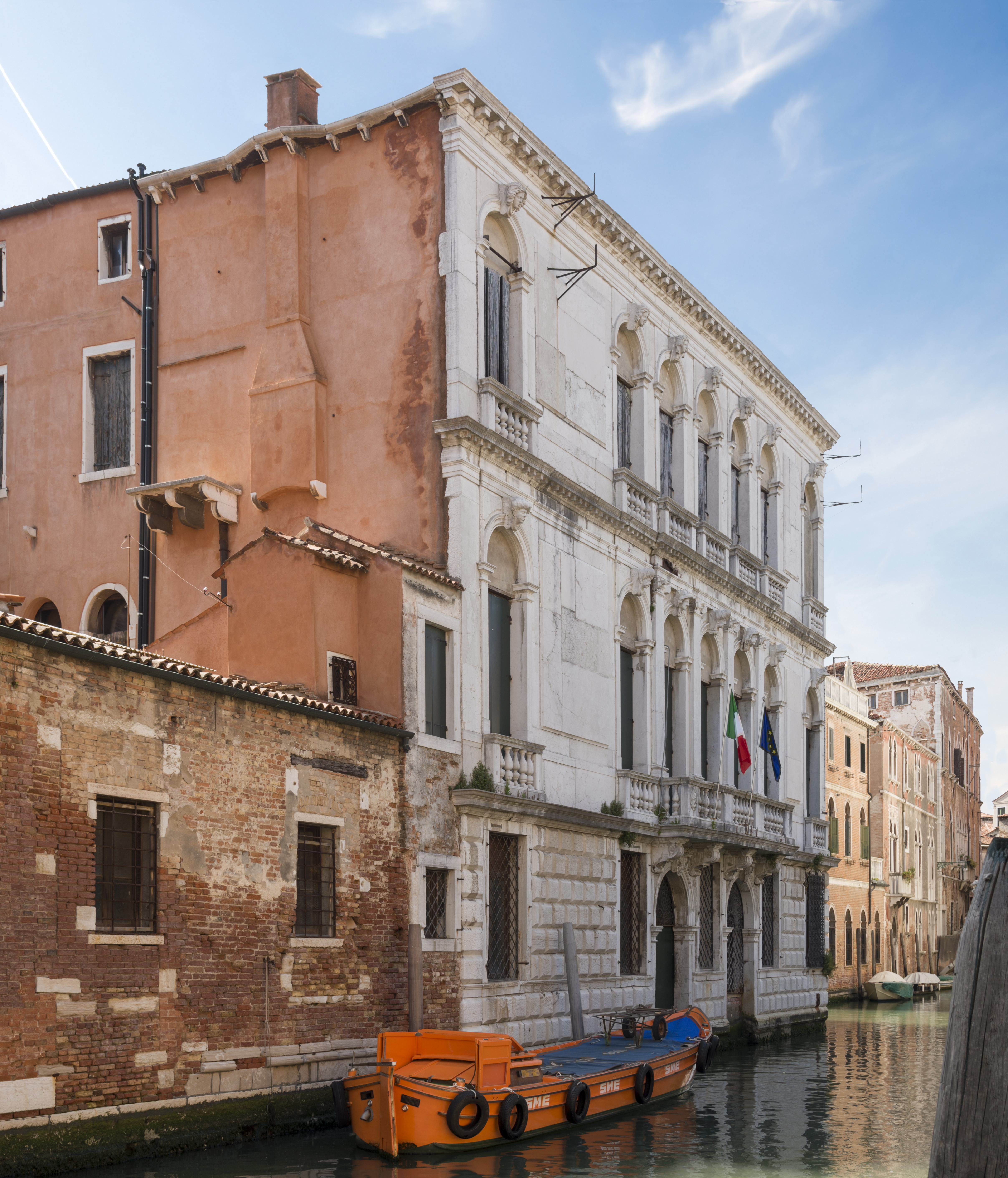
Le Palais Zane Collalto
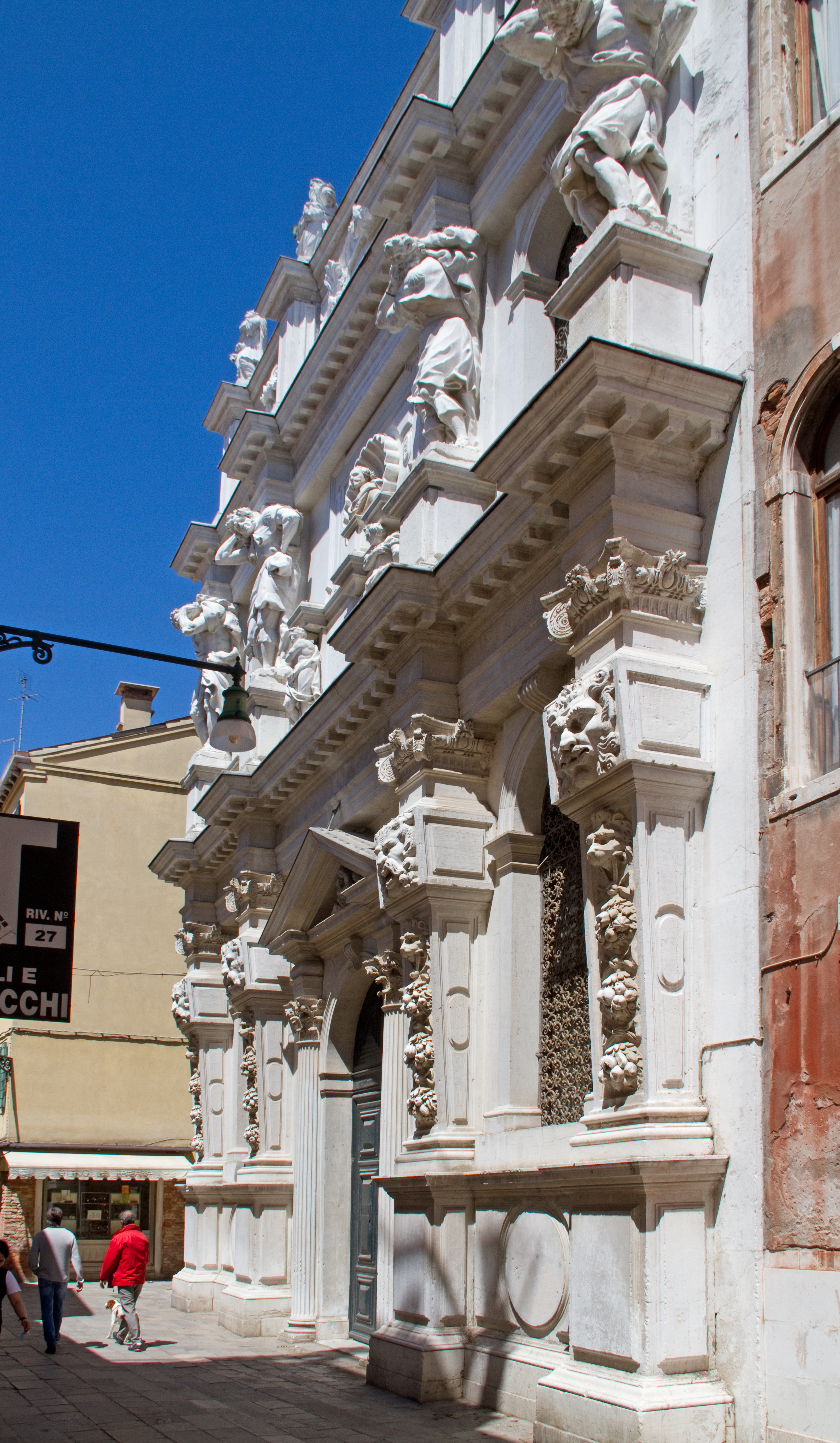
Chiesa dell'Ospedaletto (en)
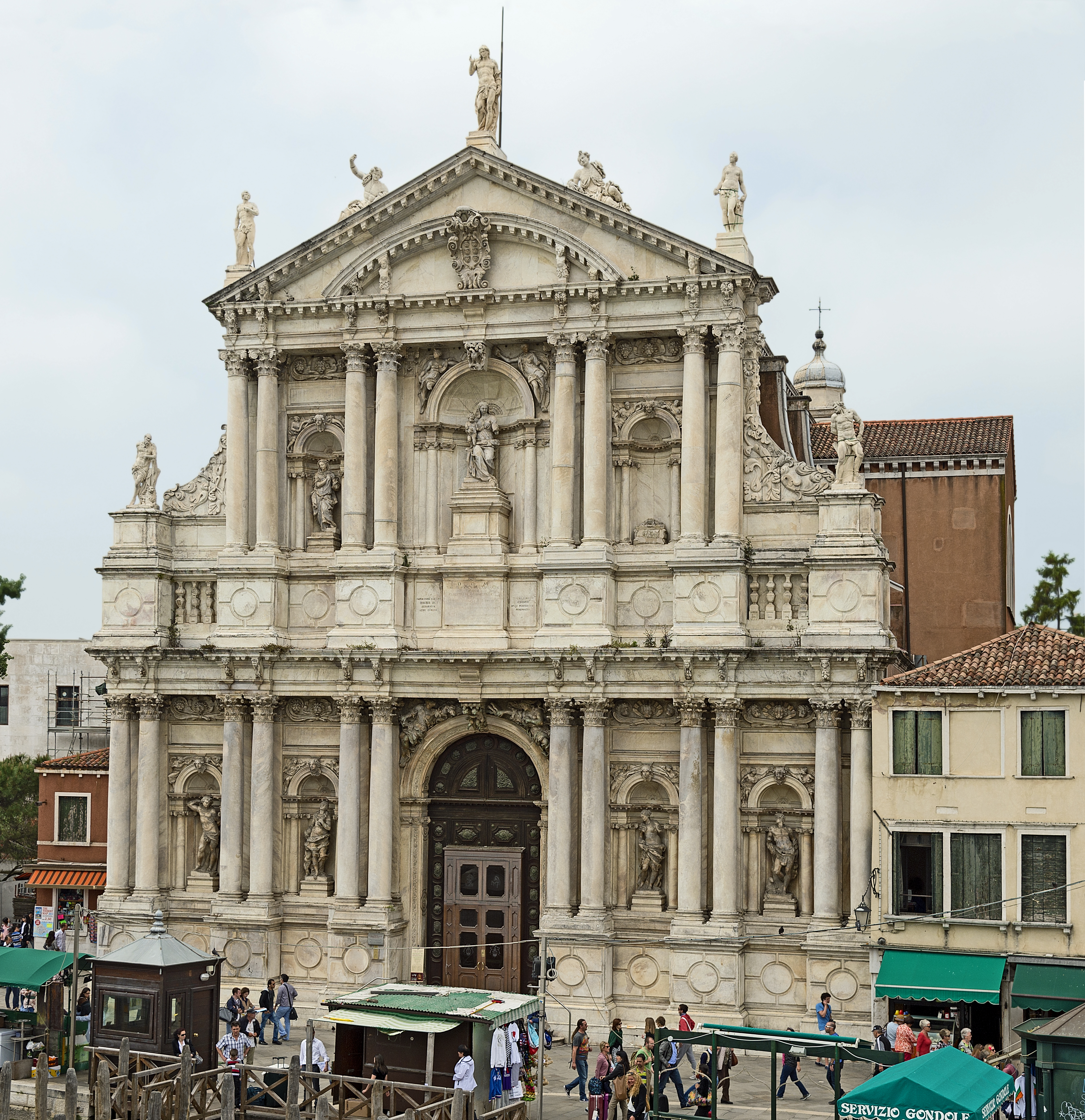
Santa Maria degli Scalzi
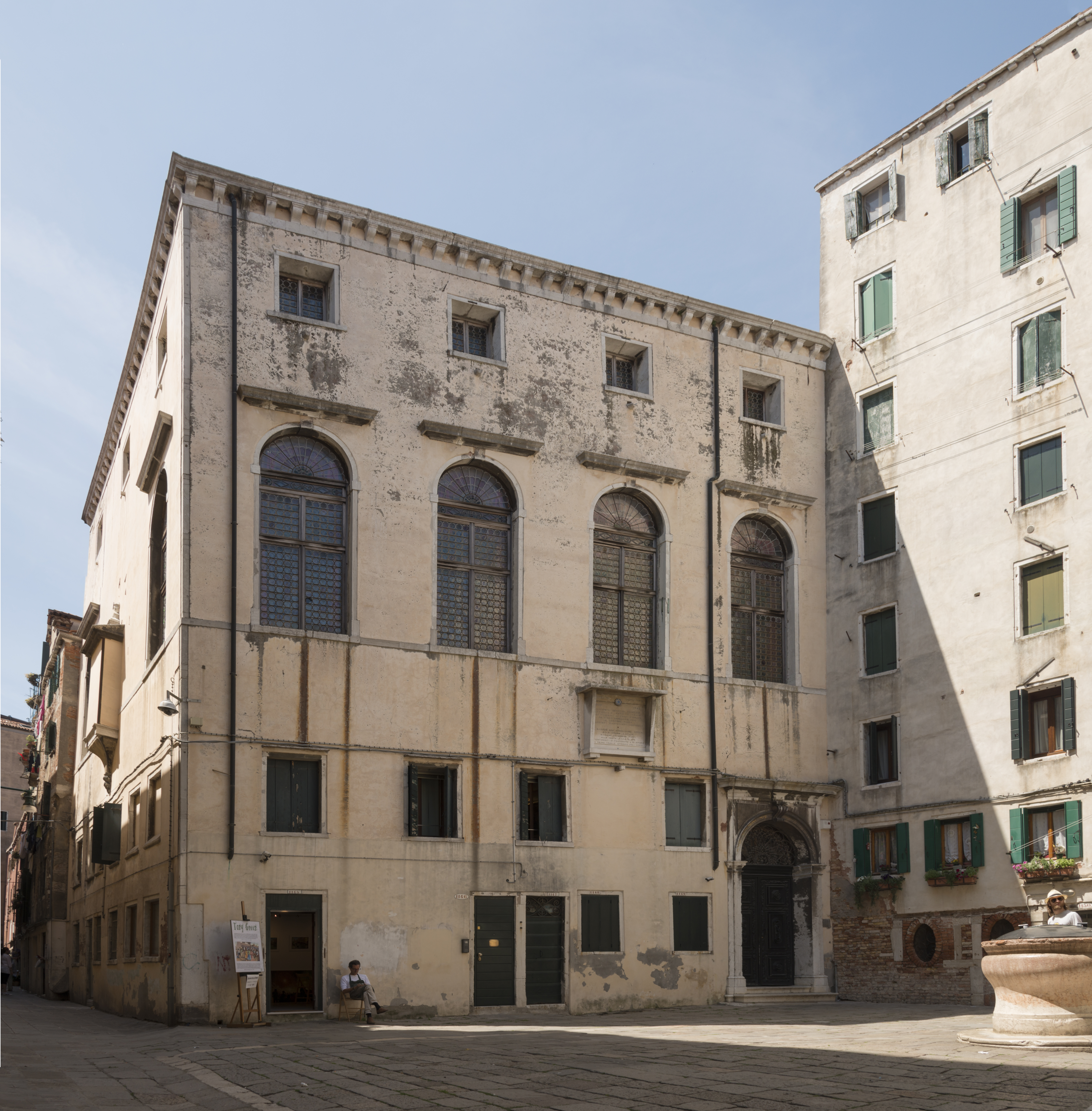
Scola spagnola
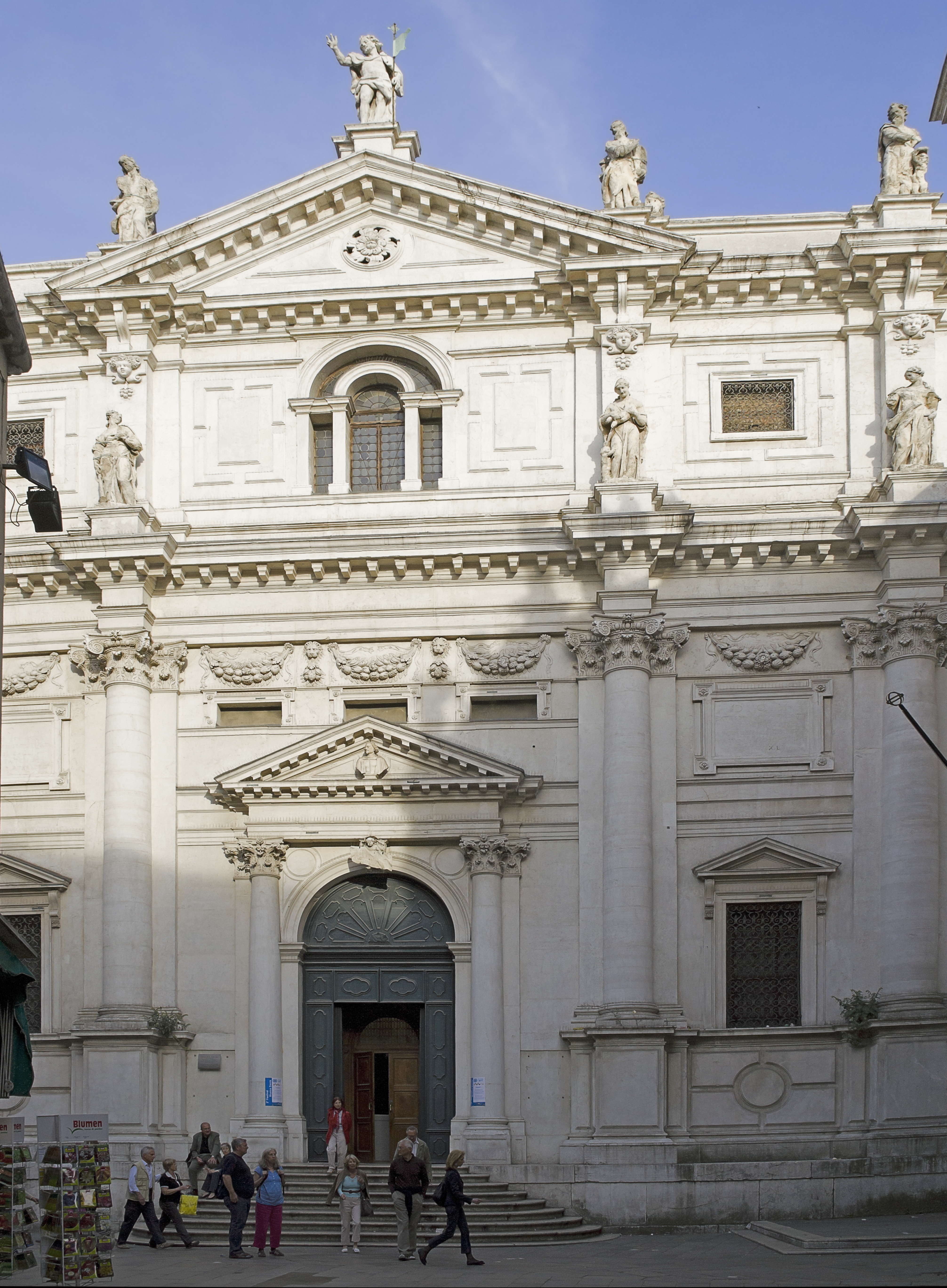
Église San Salvador
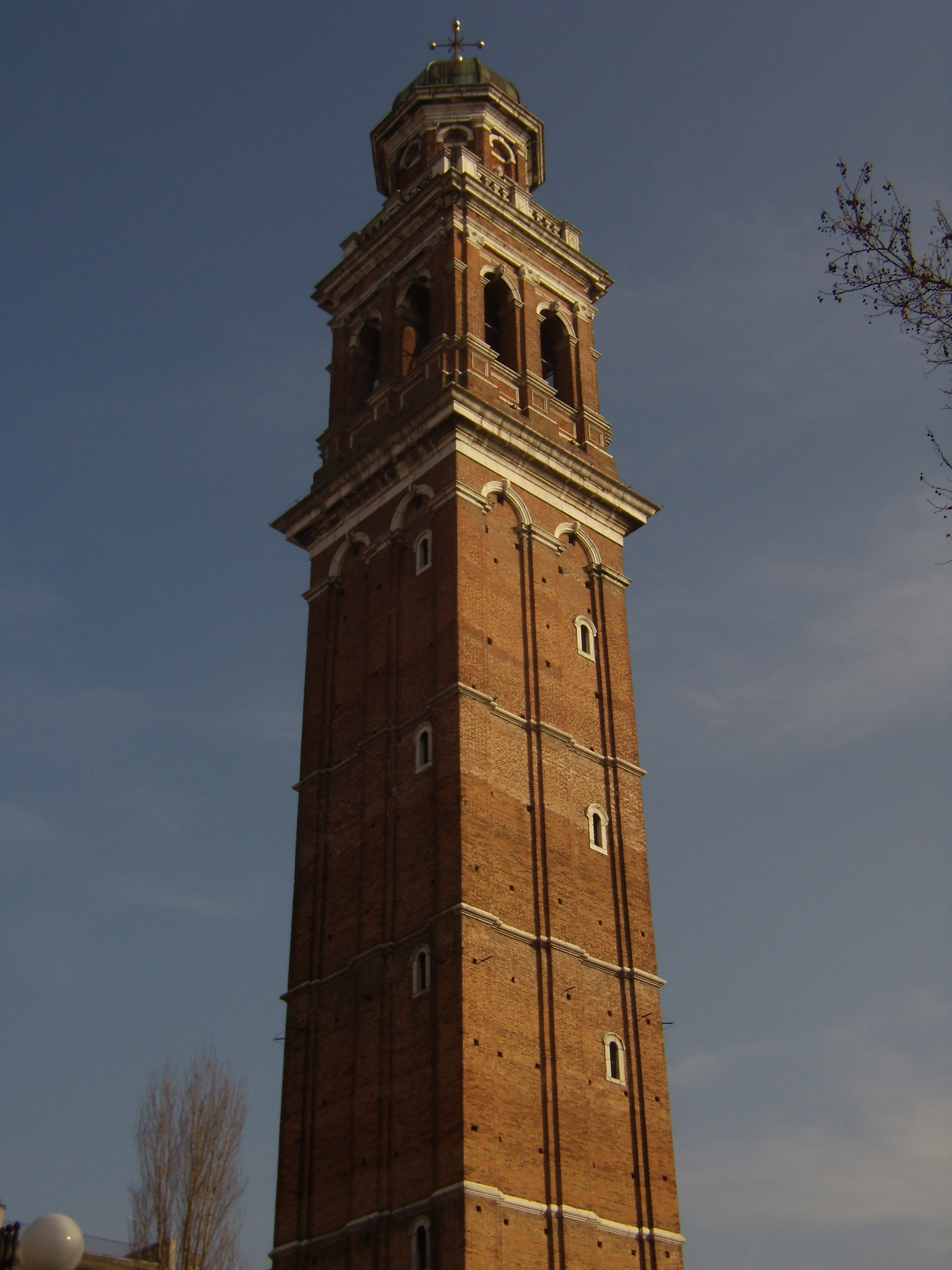
Campanilec Santa Maria del Soccorso, Rovigo

## Biographie
- (it) Baldassare Longhena, Venise, Istituto Veneto di Scienze, Lettere ed Arti, 2004, p. 124-129.
- (it) Andrew Hopkins, Baldassare Longhena (1597-1682), Milan, 2006, p. 135-136.
- (it) Giuseppe Cristinelli, Baldassare Longhena : architetto del '600 a Venezia, Venise, Marsilio, 1978
- (it) Douglas Lewis, Baldassare Longhena. Recensione di G. Cristinelli, Baldassare Longhena: architetto del '600 a Venezia, in Arte Veneta XXVII, 1973, p. 328-330
- (it) Daniela del Pesco, L'Architettura del seicento della serie Storia dell'arte in Italia, Turin, Utet, 1998
- (it) Ornella Selvafolta, Longhena, Milan, Electa, 1982
- (it) Camillo Semenzato, L' architettura di Baldassare Longhena, Florence, Olschki, 1954.